# Лорд (певица)
Вижте пояснителната страница за други личности с името Лорд.
Ела Мария Лани Йелич-O'Конър (на английски: Ella Marija Lani Yelich-O'Connor), по-известна със сценичното си име Лорд (Lorde), е новозеландска певица, авторка на песни и музикална продуцентка.
Притежава както новозеландско гражданство, така и хърватско гражданство.

## Биография
Родена е в квартал Такапуна, Норт Шор Сити Окланд и е израснала в Девънпорт, също квартал на Окланд. Проявява интерес към музиката още от дете. Макар още твърде млада, подписва договор с Universal Music Group, а по-късно започва съвместна работа с музикалния продуцент Джоъл Литъл, който участва в изработката на текстовете и разпространението на повечето от нейните творби.
На 8 март 2013 г. пуска първия си албум „The Love Club EP“, който достига номер 2 на националните чартове в Нова Зеландия и Австралия.
Дебютната песен на Лорд, Royals излиза в средата на 2013 година, като става международен хит в много класации, което я прави най-младият солов изпълнител успял да достигне номер 1 на US Billboard Hot 100. Студийният албум на Лорд „Pure Heroine“, събира положителни отзиви.
През следващата година Лорд се занимава със саундтрака на Игрите на глада: Сойка-присмехулка – част 1 (2014) и с водещия си сингъл „Yellow Flicker Beat“, за който е номинирана за наградата Златен глобус за най-добра оригинална песен. Лорд пуска втория си студиен албум „Melodrama“ през 2017 година, след 3-годишен период на заснемане, който започва с Green Light като водещ сингъл. Албумът дебютира на първо място в Нова Зеландия и Австралия, а също така и в САЩ. Изпълнителен продуцент е заедно с Джак Антоноф.
Музиката на Лорд се състои от подгрупи, като мечтателски поп и индиетроника. Тя печели две награди Грами, награда Брит и десет музикални награди от Нова Зеландия. През 2013 г. тя е обявена за най-влиятелната тийнейджърка в света, а през следващата година тя е част от списъка на „Forbes“ за личности под 30 години.

## Дискография
- Pure Heroine (2013)
- Melodrama (2017)
- Solar Power (2021)
- Virgin (2025)

## Турнета
- Pure Heroine Tour (2013 – 2014)
- Melodrama World Tour (2017 – 2018)

## Награди и номинации
След нейния пробив Лорд печели 4 награди на New Zealand Music Awards през 2013 г. Royals допълнително печели наградата New Zealand APRA Silver Scroll Awards през същата година. На 56-ите годишни награди „Грами“ Лорд получава 2 награди за нейния сингъл Royals в категориите Best Pop Solo Performance и песен на годината, а на 60-ите годишни награди Грами нейният албум „Melodrama“ получава номинация за албум на годината. Тя също така е печелила 2 награди Billboard Music Awards, награда MTV Video Music и 3 световни музикални награди.